# Bolesław Jabłoński (ornitolog)
Bolesław Jabłoński (ur. 14 lipca 1937 w Poznaniu) – polski ornitolog, uczestnik 3 wypraw antarktycznych, działacz opozycji demokratycznej w PRL.

## Życiorys
Po ukończeniu studiów pracował naukowo w Instytucie Zoologii PAN w Warszawie w latach 1962–1988. W tym czasie, w latach 1978–1981 uczestniczył w 3 wyprawach antarktycznych. Pracował w Polskiej Stacji Antarktycznej im. Henryka Arctowskiego. W trakcie tej pracy (w czasie podróży do i z Antarktydy) przemycał do Polski powielacze, wydawnictwa i korespondencję.
W latach 1982–1989 był działaczem Grup Oporu Solidarni, współorganizatorem działalności wydawniczej Grup. Uczestniczył w akcjach ulotkowych (1982–1983), kolportował niezależne wydawnictwa (NOWA, CDN, Krąg, Przedświt, 1982–1989). W latach 1983–1989 związał się z Oficyną Wydawniczą Rytm, na której potrzeby udostępnił swoje mieszkanie w Otrębusach, gdzie posiadał wcześniej przemycony powielacz. Drukował na nim wydawnictwa Rytmu. W latach 1985–1989 był członkiem redakcji „Kuriera Mazowsza”.
W latach 1988–1994 był redaktorem i współwydawcą pisma „Serwis Ochrony Środowiska” i jednocześnie (do 1992 roku) pracownikiem Przedsiębiorstwa Produkcji Artykułów Spożywczych PACZ w Milanówku, a następnie, w latach 1992–1996, Przedsiębiorstwa Produkcyjno-Handlowego HAD tamże. W latach 1997–1999 był pracownikiem Instytutu Hodowli i Aklimatyzacji Roślin w Młochowie. Od 2002 roku przebywa na emeryturze.
Jest autorem publikacji dotyczących wpływu środowiska na liczebność kręgowców, współautorem książki Gniazda naszych ptaków (wspólnie z Jerzym Gotzmanem, 1972) oraz książki Ptaki Europy (wspólnie z Zygmuntem Czarneckim, Kazimierzem A. Dobrowolskim i Eugeniuszem Nowakiem, 1982 i wielokrotnie wznawianej). Jest członkiem zarządu Towarzystwa Fizjograficznego.